# Furia
A La musique de Furia– Un film de Alexandre Aja egy filmzenealbum, amit Brian May írt és vett fel. A film 1999-ben jelent meg, az album egy évvel később, 2000-ben.

## Az album dalai
1. Furia Theme – Opening Titles (4:40)
2. First Glance ( Fuvola szóló) (1:35)
3. Landscape (1:14)
4. Tango: 'Cuesta Abajo' (2:59)
5. The Meeting (Gitár szóló ) (1:35)
6. First Kiss (2:03)
7. Storm (2:19)
8. Phone (1:07)
9. Pursuit (3:45)
10. Diner (1:18)
11. Apparition (1:36)
12. Arrest (1:28)
13. Father and Son (1:34)
14. Aaron (0:49)
15. Fire (0:55)
16. Gun (Hegedű szóló ) (1:55)
17. Reggae: 'Bird in Hand' (3:30)
18. Killing (1:13)
19. Escape (1:50)
20. Go On (2:19)
21. 'Dream of Thee' (4:36)

Bónusz
1. Alternative Gun (1:33)

## Közreműködők
- Brian May – Írta, rendezte, vokál, gitár, billentyűsök
- Michael Reed – Hangszerek
- Phillipa Davies – Szóló fuvola
- Rolf Wilson – Első hegedű